# Bradley Rust Gray
Pour les articles homonymes, voir Gray.
Bradley Rust Gray, né en 1971 à Kettering (Ohio), est un réalisateur et scénariste indépendant  américain.
Il est connu pour ses films The Exploding Girl et Jack & Diane après avoir réalisé Salt en 2003.

## Biographie
Bradley Rust Gray naît à Kettering, dans l'Ohio, et fait ses études à l'Université de Californie du Sud à Los Angeles.
The Exploding Girl sort au Festival international du film de Berlin en 2009 puis en salles aux États-Unis le 12 mars 2010.
Bradley Rust Gray commence à travailler dans le cinéma expérimental et s'oriente vers le cinéma narratif tout en étudiant au British Film Institute de Londres.
Il est monteur de plusieurs de ses réalisations et de celles de son épouse, So Yong Kim.

### Vie personnelle et collaboration
Bradley Rust Gray est marié à la cinéaste So Yong Kim, rencontrée à l'Art Institute of Chicago, et avec qui il a fréquemment collaboré sur des projets, notamment en étant scénariste pour Lovesong et In Between Days (en). Le couple a deux enfants.
Gray et Kim sont de proches collaborateurs — ils produisent le travail de l'autre et écrivent et montent souvent ensemble — et dans les interviews, ils ont tendance à utiliser la première personne du pluriel pour discuter de leurs films.
Gray a déclaré aux intervieweurs que la partie la plus forte de leur collaboration réside dans le montage. Il dit avoir été influencé par l'écrivain argentin Julio Cortázar, en particulier ses contes folkloriques et ses réalismes magiques.

## Filmographie partielle

### Au cinéma (comme réalisateur et scénariste)
- 1997 : Flutter (court métrage, réalisateur)
- 2000 : Boys Life 3 (en) (segment "Hitch")
- 2000 : Hitch (court métrage)
- 2001 : Silent Mercury (court métrage - scénariste)
- 2003 : Salt
- 2006 : In Between Days (en) (scénariste)
- 2009 : Chinatown Film Project
- 2009 : The Exploding Girl
- 2012 : Jack & Diane
- 2016 : Lovesong (scénariste)
- 2017 : Split Persona (court métrage, réalisateur)
- 2019 : 30/30 Vision: 3 Decades of Strand Releasing  (réalisateur)
- 2022 : I'll Be Your Mirror